# Asfordby Hill
Asfordby Hill – wieś w Anglii, w hrabstwie Leicestershire, w dystrykcie Melton. Leży 21 km na północny wschód od miasta Leicester i 150 km na północ od Londynu.